# Prologue du Tour de France 2004
Le prologue du Tour de France 2004 a eu lieu le 3 juillet 2004 à Liège, en Belgique, sur une distance de 6,1 km. Il a été remporté par le Suisse Fabian Cancellara, devant le grand favori de l'épreuve, Lance Armstrong, et l'Espagnol José Iván Gutiérrez.

## Classement de l'étape
| \| Classement de l'étape \| Classement de l'étape \| Classement de l'étape \| Classement de l'étape \| Classement de l'étape \| \| Coureur \| Coureur \| Pays \| Équipe \| Temps \| \| --------------------- \| --------------------- \| --------------------- \| ----------------------------- \| --------------------- \| \| 1er \| Fabian Cancellara \| Suisse \| Fassa Bortolo \| 6 min 50 s \| \| 2e \| Lance Armstrong \| États-Unis \| US Postal Service-Berry Floor \| DQ \| \| 3e \| José Iván Gutiérrez \| Espagne \| Illes Balears-Banesto \| + 8 s \| \| 4e \| Bradley McGee \| Australie \| Fdjeux.com \| + 9 s \| \| 5e \| Thor Hushovd \| Norvège \| Crédit Agricole \| + 10 s \| \| 6e \| Óscar Pereiro \| Espagne \| Phonak Hearing Systems \| + 11 s \| \| 7e \| Jens Voigt \| Allemagne \| CSC \| + 11 s \| \| 8e \| Christophe Moreau \| France \| Crédit Agricole \| + 12 s \| \| 9e \| Bobby Julich \| États-Unis \| CSC \| + 12 s \| \| 10e \| George Hincapie \| États-Unis \| US Postal Service-Berry Floor \| DQ \| |                     |            |                               |            |
| |                     |            |                               |            |
| Source : ProCyclingStats |                     |            |                               |            |
| Classement de l'étape |                     |            |                               |            |
| Coureur | Coureur             | Pays       | Équipe                        | Temps      |
| 1er | Fabian Cancellara   | Suisse     | Fassa Bortolo                 | 6 min 50 s |
| 2e | Lance Armstrong     | États-Unis | US Postal Service-Berry Floor | DQ         |
| 3e | José Iván Gutiérrez | Espagne    | Illes Balears-Banesto         | + 8 s      |
| 4e | Bradley McGee       | Australie  | Fdjeux.com                    | + 9 s      |
| 5e | Thor Hushovd        | Norvège    | Crédit Agricole               | + 10 s     |
| 6e | Óscar Pereiro       | Espagne    | Phonak Hearing Systems        | + 11 s     |
| 7e | Jens Voigt          | Allemagne  | CSC                           | + 11 s     |
| 8e | Christophe Moreau   | France     | Crédit Agricole               | + 12 s     |
| 9e | Bobby Julich        | États-Unis | CSC                           | + 12 s     |
| 10e | George Hincapie     | États-Unis | US Postal Service-Berry Floor | DQ         |

## Classement général
Le classement général de l'épreuve reprend donc le classement de l'étape du jour, Fabian Cancellara (Fassa Bortolo) devançant Lance Armstrong (US Postal Service-Berry Floor) et José Iván Gutiérrez (Illes Balears-Banesto).
| \| Classement général \| Classement général \| Classement général \| Classement général \| Classement général \| \| Coureur \| Coureur \| Pays \| Équipe \| Temps \| \| ------------------ \| ------------------- \| ------------------ \| ----------------------------- \| ------------------ \| \| 1er \| Fabian Cancellara \| Suisse \| Fassa Bortolo \| 6 min 50 s \| \| 2e \| Lance Armstrong \| États-Unis \| US Postal Service-Berry Floor \| DQ \| \| 3e \| José Iván Gutiérrez \| Espagne \| Illes Balears-Banesto \| + 8 s \| \| 4e \| Bradley McGee \| Australie \| Fdjeux.com \| + 9 s \| \| 5e \| Thor Hushovd \| Norvège \| Crédit Agricole \| + 10 s \| \| 6e \| Óscar Pereiro \| Espagne \| Phonak Hearing Systems \| + 11 s \| \| 7e \| Jens Voigt \| Allemagne \| CSC \| + 11 s \| \| 8e \| Christophe Moreau \| France \| Crédit Agricole \| + 12 s \| \| 9e \| Bobby Julich \| États-Unis \| CSC \| + 12 s \| \| 10e \| George Hincapie \| États-Unis \| US Postal Service-Berry Floor \| DQ \| |                     |            |                               |            |
| |                     |            |                               |            |
| Source : ProCyclingStats |                     |            |                               |            |
| Classement général |                     |            |                               |            |
| Coureur | Coureur             | Pays       | Équipe                        | Temps      |
| 1er | Fabian Cancellara   | Suisse     | Fassa Bortolo                 | 6 min 50 s |
| 2e | Lance Armstrong     | États-Unis | US Postal Service-Berry Floor | DQ         |
| 3e | José Iván Gutiérrez | Espagne    | Illes Balears-Banesto         | + 8 s      |
| 4e | Bradley McGee       | Australie  | Fdjeux.com                    | + 9 s      |
| 5e | Thor Hushovd        | Norvège    | Crédit Agricole               | + 10 s     |
| 6e | Óscar Pereiro       | Espagne    | Phonak Hearing Systems        | + 11 s     |
| 7e | Jens Voigt          | Allemagne  | CSC                           | + 11 s     |
| 8e | Christophe Moreau   | France     | Crédit Agricole               | + 12 s     |
| 9e | Bobby Julich        | États-Unis | CSC                           | + 12 s     |
| 10e | George Hincapie     | États-Unis | US Postal Service-Berry Floor | DQ         |

## Classements annexes
| Classement par points | Classement par points | Classement par points | Classement par points         | Classement par points |
| Coureur               | Coureur               | Pays                  | Équipe                        | Points                |
| --------------------- | --------------------- | --------------------- | ----------------------------- | --------------------- |
| 1er                   | Fabian Cancellara     | Suisse                | Fassa Bortolo                 | 15 pts                |
| 2e                    | Lance Armstrong       | États-Unis            | US Postal Service-Berry Floor | DQ                    |
| 3e                    | José Iván Gutiérrez   | Espagne               | Illes Balears-Banesto         | 10 pts                |
| 4e                    | Bradley McGee         | Australie             | Fdjeux.com                    | 8 pts                 |
| 5e                    | Thor Hushovd          | Norvège               | Crédit Agricole               | 6 pts                 |

| Classement par points | Classement par points | Classement par points | Classement par points         | Classement par points |
| Coureur               | Coureur               | Pays                  | Équipe                        | Points                |
| --------------------- | --------------------- | --------------------- | ----------------------------- | --------------------- |
| 1er                   | Fabian Cancellara     | Suisse                | Fassa Bortolo                 | 15 pts                |
| 2e                    | Lance Armstrong       | États-Unis            | US Postal Service-Berry Floor | DQ                    |
| 3e                    | José Iván Gutiérrez   | Espagne               | Illes Balears-Banesto         | 10 pts                |
| 4e                    | Bradley McGee         | Australie             | Fdjeux.com                    | 8 pts                 |
| 5e                    | Thor Hushovd          | Norvège               | Crédit Agricole               | 6 pts                 |

| Classement du meilleur jeune | Classement du meilleur jeune | Classement du meilleur jeune | Classement du meilleur jeune  | Classement du meilleur jeune |
| Coureur                      | Coureur                      | Pays                         | Équipe                        | Temps                        |
| ---------------------------- | ---------------------------- | ---------------------------- | ----------------------------- | ---------------------------- |
| 1er                          | Fabian Cancellara            | Suisse                       | Fassa Bortolo                 | 6 min 50 s                   |
| 2e                           | Tom Boonen                   | Belgique                     | Quick Step-Davitamon          | + 21 s                       |
| 3e                           | Benjamín Noval               | Espagne                      | US Postal Service-Berry Floor | + 22 s                       |
| 4e                           | Vladimir Karpets             | Russie                       | Illes Balears-Banesto         | + 22 s                       |
| 5e                           | Sebastian Lang               | Allemagne                    | Gerolsteiner                  | + 23 s                       |

| Classement du meilleur jeune | Classement du meilleur jeune | Classement du meilleur jeune | Classement du meilleur jeune  | Classement du meilleur jeune |
| Coureur                      | Coureur                      | Pays                         | Équipe                        | Temps                        |
| ---------------------------- | ---------------------------- | ---------------------------- | ----------------------------- | ---------------------------- |
| 1er                          | Fabian Cancellara            | Suisse                       | Fassa Bortolo                 | 6 min 50 s                   |
| 2e                           | Tom Boonen                   | Belgique                     | Quick Step-Davitamon          | + 21 s                       |
| 3e                           | Benjamín Noval               | Espagne                      | US Postal Service-Berry Floor | + 22 s                       |
| 4e                           | Vladimir Karpets             | Russie                       | Illes Balears-Banesto         | + 22 s                       |
| 5e                           | Sebastian Lang               | Allemagne                    | Gerolsteiner                  | + 23 s                       |

| Classement par équipes | Classement par équipes        | Classement par équipes | Classement par équipes |
| Équipe                 | Équipe                        | Pays                   | Temps                  |
| ---------------------- | ----------------------------- | ---------------------- | ---------------------- |
| 1re                    | US Postal Service-Berry Floor | États-Unis             | 21 min 02 s            |
| 2e                     | CSC                           | Danemark               | + 6 s                  |
| 3e                     | Phonak Hearing Systems        | Suisse                 | + 11 s                 |
| 4e                     | Fassa Bortolo                 | Italie                 | + 14 s                 |
| 5e                     | Illes Balears-Banesto         | Espagne                | + 18 s                 |

| Classement par équipes | Classement par équipes        | Classement par équipes | Classement par équipes |
| Équipe                 | Équipe                        | Pays                   | Temps                  |
| ---------------------- | ----------------------------- | ---------------------- | ---------------------- |
| 1re                    | US Postal Service-Berry Floor | États-Unis             | 21 min 02 s            |
| 2e                     | CSC                           | Danemark               | + 6 s                  |
| 3e                     | Phonak Hearing Systems        | Suisse                 | + 11 s                 |
| 4e                     | Fassa Bortolo                 | Italie                 | + 14 s                 |
| 5e                     | Illes Balears-Banesto         | Espagne                | + 18 s                 |